# Debelica
Debelica (cyr. Дебелица) – wieś w Serbii, w okręgu zajeczarskim, w gminie Knjaževac. W 2011 roku liczyła 333 mieszkańców.